# Лінійні кораблі класу «Нассау»
Лінійні кораблі класу Nassau (нім. Großlinienschiffe Nassau-Klasse) — серія з чотирьох лінійних кораблів (нім. Großlinienschiffe) німецької Кайзерліхмаріне, що були першими кораблями нового класу дредно́утів (нім. Schlachtschiff). Їхнє будівництво розпочали завдяки спеціально прийнятому 1906 доповненню до закону про флот. Серія складалась з кораблів SMS «Nassau», SMS «Rheinland», SMS «Posen», SMS «Westfalen». Кораблі отримали назви на честь історичних провінцій Пруссії.

## Історія
Лінійні кораблі класу «Нассау» були гідною відповіддю на появу модерних британських лінкорів класу Dreadnought, маючи дещо більшу водотоннажність, кращий панцирний захист, незначно поступаючись по потужності, швидкості. У кораблях були реалізовані найновіші німецькі розробки у будівництві парових машин, котлів, артилерійських систем, протипожежних засобів, помпи. Через майже 3-річне відставання у будівництві для його пришвидшення відмовились від встановлення парових турбін, а задля потужного панцирного захисту калібр основних гармат обмежили 12×280-мм проти 10×305-мм у британського лінкору.
Імперський завод у Вільгельмсгафені виготовив парові машини потрійного розширення з циліндрами високого (960 мм), середнього (1460 мм), низького (2240 мм) тиску. Вони займали водонепроникні відсікі V (допоміжні механізми) і VI (головне машинне відділення), де кожна машина розміщувалась у окремому водонепроникному приміщенні. Кожна парова машина мала привід на свій гвинт.
У відсіках VIII, IX, XI розміщувались 12 парових котлів Шульце з площею нагріву 5040-5076 м². У кожному відсіку вздовж бортів розміщувалось по 4 котли. Посеред розміщувалась кочегарка з двома котлами, топки яких стояли поруч. Двоциліндрові компаунд-машини на проміжній палубі приводили в дію 12 відцентрових насосів, що подавали повітря у котельні відділення. Для кращого горіння вугілля були встановлені форсунки для вприскування нафти. У шести основних бункерах і 20 захисних бункерах розміщувалось 2700 т вугілля і 180 т нафти у цистерні. На випадок пожежі захисні бункери можна було залити водою.
Вісім електрогенераторів загальною потужністю 1280 кВт забезпечували електропостачання напругою 225 В для 232 електромоторів, прожекторів тощо Для аварійного освітлення призначались акумуляторні батареї напругою 12 В.

### Озброєння
На лінкорах встановили вежі основного калібру Drh.L. C/06 з двома модифікованими 280-мм гарматами 28cm SK L/45. Вертикальний кут обстрілу становив 6° — 20°, горизонтального 300° (для носової і кормової веж), 160° (для чотирьох бічних). Бронебійний набій вагою 302 кг при куті 20° мав дальність стрільби 18,9 км, після модернізації 20,4 км (1915). Боєзапас на одне дуло становив 75 набоїв.
Середня артилерія складалась з 12×150-мм гармат Типу 15 cm SK L/45, розміщених у казематах на батарейній палубі і розділених поздовжніми і поперечними перегородками. Вертикальний кут обстрілу становив 5° — +20°, горизонтальний 80°. Набої у 45,3 кг вистрілювали на дальність до 14,9 км. Боєзапас становив 150 набоїв на гармату.
Протимінне озброєння складалось з 16×88-мм швидкострільних гармат Типу 8,8 cm L/45 з 12 мм захисними щитами. Вертикальне наведення становило −10° — +25° при дальності 10,7 км. Боєкомплект становив 150 набоїв на гармату.
Дві протимінні 88-мм гармати замінили 1915 на зенітні.
Додатково на лінійних крейсерах було 2-4×8-мм кулемети з боєкомплектом по 10.000 патронів, 355 гвинтівок Mauser 98 і 42.600 патронів, 98-128 пістолетів Parabellum.

### Захист
Для протидії новим потужним торпедам було встановлено нову систему захисту, що застосовувалась у наступних серіях лінкорів. Зовнішній корпус складався з 12-мм листів. За ними йшов доволі великий порожній простір завширшки у декілька метрів, де мала зменшуватись енергія вибуху. За ними йшла 20-мм стінка захисних вугільних бункерів, що розміщувались поміж 21 — 86 шпангоутами і були розділені водонепроникними перегородками на 10 відсіків. Вугілля повинно було остаточно погасити енергію вибуху. За бункерами йшла внутрішня 20-мм стінка. Через таку систему протиторпедного захисту лінкори Кайзерліх Маріне мали велику ширину.